# Новогригорьевский сельсовет (Оренбургская область)
Новогригорьевский сельсовет — сельское поселение в Акбулакском районе Оренбургской области Российской Федерации.
Административный центр — посёлок Новогригорьевка.

## История
Статус и границы сельского поселения установлены Законом Оренбургской области от 2 сентября 2004 года № 1424/211-III-ОЗ «О наделении муниципальных образований Оренбургской области статусом муниципального района, городского округа, городского поселения, установлении и изменении границ муниципальных образований».

## Население
| 2010 | 2012 | 2013 | 2014 | 2015 | 2016 | 2017 |
| ---- | ---- | ---- | ---- | ---- | ---- | ---- |
| 618  | ↘596 | ↘587 | ↘573 | ↘566 | ↗581 | ↘568 |
| 2018 | 2019 | 2020 | 2021 |      |      |      |
| ↘556 | ↘541 | ↘529 | ↘512 |      |      |      |

## Состав сельского поселения
| № | Населённый пункт  | Тип населённого пункта          | Население |
| - | ----------------- | ------------------------------- | --------- |
| 1 | Новоалександровка | посёлок                         | 94        |
| 2 | Новогригорьевка   | посёлок, административный центр | 524       |